# San Rafael Cedros
San Rafael Cedros è un comune del dipartimento di Cuscatlán, in El Salvador.